# Edyta Dzieniszewska
Edyta Dzieniszewska (Augustów, 5 de mayo de 1986) es una deportista polaca que compite en piragüismo en la modalidad de aguas tranquilas.
Ha ganado 4 medallas en el Campeonato Mundial de Piragüismo entre los años 2013 y 2014, y 3 medallas en el Campeonato Europeo de Piragüismo entre los años 2005 y 2011. En los Juegos Europeos de Bakú 2015 consiguió una medalla de bronce en la prueba de K4 500 m. 

## Palmarés internacional
| Campeonato Mundial | Campeonato Mundial   | Campeonato Mundial | Campeonato Mundial |
| Año                | Lugar                | Medalla            | Competición        |
| ------------------ | -------------------- | ------------------ | ------------------ |
| 2013               | Duisburgo (Alemania) | Medalla de plata   | K1 4 × 200 m       |
| 2013               | Duisburgo (Alemania) | Medalla de bronce  | K1 1000 m          |
| 2014               | Moscú (Rusia)        | Medalla de oro     | K1 4 × 200 m       |
| 2014               | Moscú (Rusia)        | Medalla de plata   | K4 500 m           |
| Juegos Europeos    |                      |                    |                    |
| Año                | Lugar                | Medalla            | Competición        |
| 2015               | Bakú (Azerbaiyán)    | Medalla de bronce  | K4 500 m           |
| Campeonato Europeo |                      |                    |                    |
| Año                | Lugar                | Medalla            | Competición        |
| 2005               | Poznań (Polonia)     | Medalla de oro     | K4 1000 m          |
| 2008               | Milán (Italia)       | Medalla de plata   | K4 1000 m          |
| 2011               | Belgrado (Serbia)    | Medalla de bronce  | K1 1000 m          |